# Mrs. Miniver

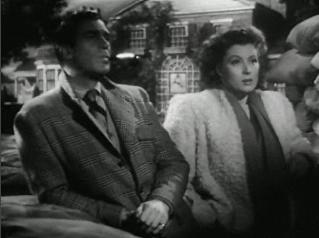
Walter Pidgeon i Greer Garson

Mrs. Miniver és una pel·lícula estatunidenca dirigida per William Wyler, estrenada el 1942. És una adaptació del best-seller del mateix nom de Jan Struther que va sortir en principi en fascicles al diari londinenc The Times durant els anys 1938 i 1939. El 2009, la pel·lícula va entrar en el National Film Registry per la seva conservació a la Biblioteca del Congrés dels Estats Units.

## Argument
El 1939 a Belham, a prop de Londres, viu la família Miniver: Kay, Clem, el seu marit i els seus tres fills Vin, Toby i Judy. La guerra ve a trastornar la calma tranquil·la del seu dia a dia. Vin s'introdueix en la Royal Air Force i es promet amb Carol Beldon. M. Miniver, formant part de la defensa passiva, és cridat per evacuar els soldats anglesos bloquejats a Dunkerque. Durant la seva absència, Kay descobreix un aviador alemany ferit i afamat que l'amenaça. Després d'haver-lo desarmat, el lliura a les autoritats. Els bombardeigs alemanys s'intensifiquen però la vida continua malgrat tot, escolant-se la seva vida en els refugis. Vin es casa amb Carol.
Al bell mig de la tradicional festa floral de Belham, sobrevé un raid aeri alemany. Mentre torna, el vehicle de la Sra. Miniver és metrallat matant Carol. A l'església sinistrada, el pastor fa un sermó que exalta els morts i exhorta els vius a continuar la lluita per a la llibertat amb valor i determinació.

## Repartiment
- Greer Garson: Kay Miniver
- Walter Pidgeon: Clem Miniver
- Teresa Wright: Carol Beldon
- Dame May Whitty: Lady Beldon
- Henry Travers: Mr Ballard
- Reginald Owen: Foley
- Henry Wilcoxon: El pastor
- Richard Ney: Vin Miniver
- Christopher Severn: Toby Miniver
- Clare Sandars: Judy Miniver
- Brenda Forbes: Gladys
- Helmut Dantine: L'aviador alemany
- Rhys Williams: Horace

## Al voltant de la pel·lícula
- Mrs. Miniver és una crònica dels anys de la Segona Guerra Mundial al Regne Unit, vista per Hollywood. Constitueix un vibrant homenatge als britànics. Al costat de Walter Pidgeon, encarnació de la distinció i de la flegma britànica, Greer Garson és una mare de família suportant nerviosament la guerra i els bombardeigs, tremolant per al seu fill compromès en la Royal Air Force; Es mostra també com la solidaritat i l'esforç col·lectiu de tota la nació havien permès l'evacuació de l'exèrcit a Dunkerque.
- L'estrena de Mrs. Miniver té lloc el 4 de juny de 1942 al Radio City Music Hall de Nova York. Al cap de 10 setmanes, un milió i mig d'espectadors han vist la pel·lícula, que han aportat sis milions de dòlars només a Amèrica del Nord.
- Roosevelt confiarà a Wyler que Mrs. Miniver ha tingut una influència decisiva sobre la seva política d'ajuda intensiva a la Gran Bretanya i no només va demanar que s'avancés la seva estrena, sinó també va fer imprimir fulls volants amb el discurs del pastor de Mrs Miniver, que es van llençar en paracaigudes sobre tota l'Europa ocupada.
- Churchill, per la seva part, va declarar: «La seva propaganda val com diversos cuirassats. »
- Descoberta per Louis B. Mayer, cinc anys abans en un viatge a Londres, Greer Garson van ser durant 4 anys (1942-1945) entre els 10 primers del box-office dels actors.
- El paper de Mrs. Miniver va ser en principi proposat a Norma Shearer, però la vídua del productor Irving Thalberg era massa jove, 39 anys, per interpretar la mare d'un noi adult.
- El 1950 apareix una continuació: The Miniver Story de H.C Potter, sempre amb Garson i Pidgeon, que serà un fracàs. Les aventures dels Miniver col·locats fora del context de la guerra perdien el seu encant.

## Premis i nominacions
Mrs Miniver va suposar el primer dels seus tres Oscars a William Wyler que serà nominat deu vegades com a director i tres vegades com a productor.

### Premis
- 1943: Oscar a la millor pel·lícula
- 1943: Oscar al millor director per William Wyler
- 1943: Oscar a la millor actriu per Greer Garson
- 1943: Oscar a la millor actriu secundària per Teresa Wright
- 1943: Oscar al millor guió adaptat per Arthur Wimperis, George Froeschel, James Hilton, Claudine West
- 1943: Oscar a la millor fotografia per Joseph Ruttenberg
- 1943: Premi Irving G. Thalberg per Sidney Franklin

### Nominacions
- 1943: Oscar al millor actor per Walter Pidgeon
- 1943: Oscar al millor actor secundari per Henry Travers
- 1943: Oscar a la millor actriu secundària per Dame May Whitty
- 1943: Oscar al millor so per Douglas Shearer
- 1943: Oscar al millor muntatge per Harold F. Kress
- 1943: Oscar als millors efectes visuals per A. Arnold Gillespie, Warren Newcombe i Douglas Shearer